# Studierendenwerk Düsseldorf
Das Studierendenwerk Düsseldorf ist eines von 57 Studierendenwerken bzw. Studentenwerken, davon zwölf in Nordrhein-Westfalen, in Deutschland. Es ist für die wirtschaftliche, gesundheitliche, kulturelle und soziale Förderung von rund 65.000 Studierenden an der Heinrich-Heine-Universität Düsseldorf, der Hochschule Düsseldorf, der Kunstakademie Düsseldorf, der Robert Schumann Hochschule Düsseldorf sowie der Hochschule Niederrhein in Krefeld und Mönchengladbach und der Hochschule Rhein-Waal in Kleve und Kamp-Lintfort zuständig.

## Dienstleistungen

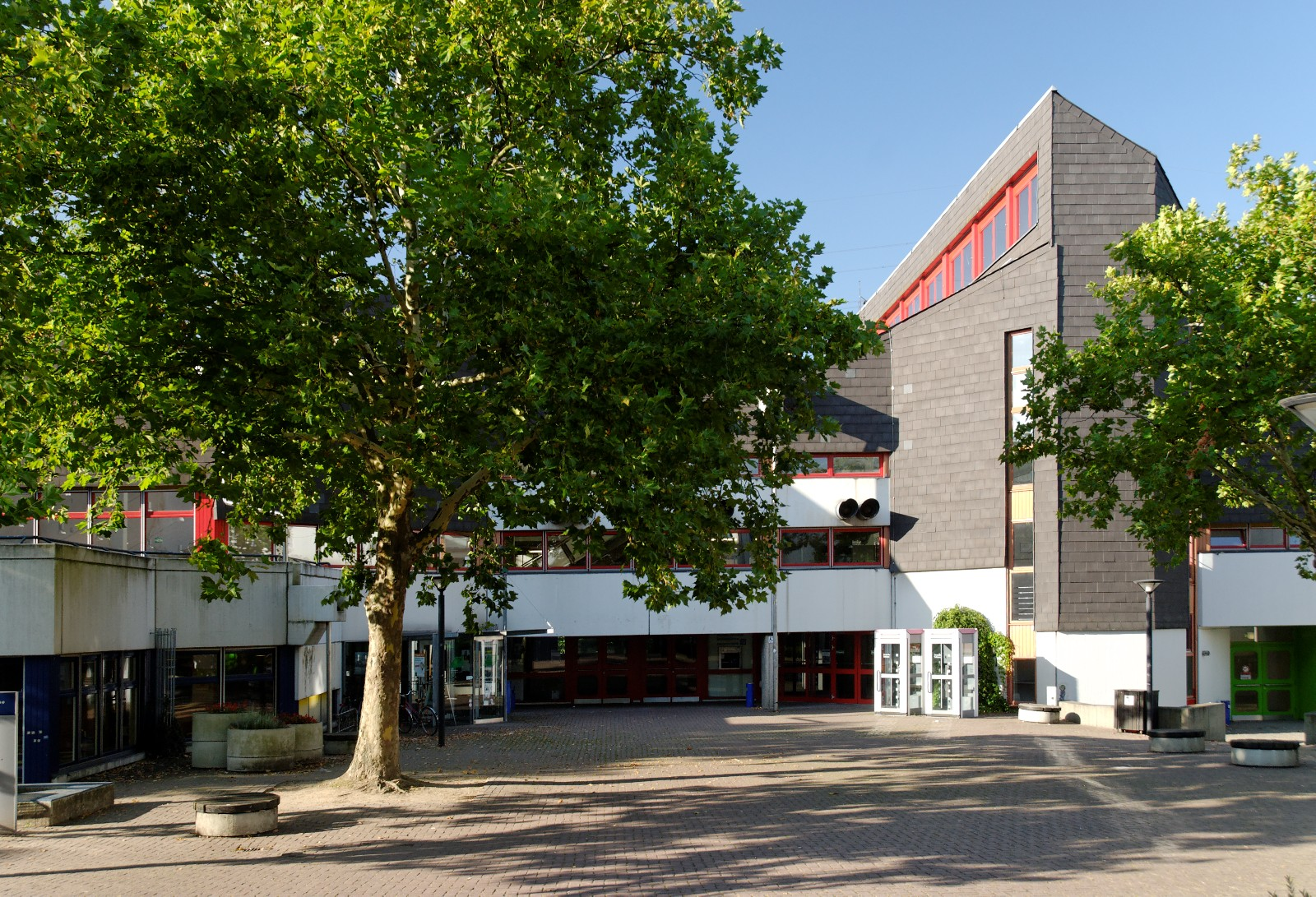
Mensa des Studierendenwerks Düsseldorf auf dem Campus der Heinrich-Heine-Universität Düsseldorf

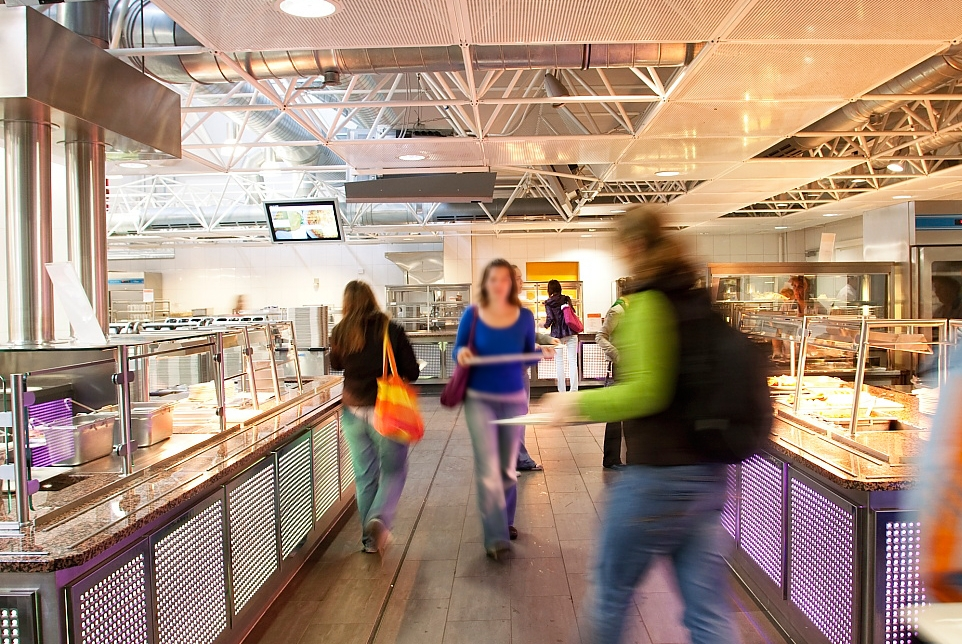
Innenaufnahme der Zentralmensa

Das Studierendenwerk Düsseldorf versorgt Studierende mit jährlich durchschnittlich rund 800.000 Mahlzeiten in acht Mensen zwei Essenausgabestellen, einem Restaurant und dreizehn Cafeterien und vermietet über 4300 Wohnplätze in 26 Wohnanlagen. Es vollzieht das Bundesausbildungsförderungsgesetz, vergibt zinslose Studiendarlehen sowie Auslandsförderung (Daka) und vermittelt Bildungskredite. Der Beratungsdienst unterstützt Studierende mit sozialrechtlichen und persönlichen Problemen. Der Bereich Internationales und Kultur organisiert internationale Austauschprogramme und kulturelle Veranstaltungen. In vier Kindertagesstätten stehen rund 194 Kindertagesstättenplätze zur Verfügung.

## Organisation und Finanzierung
Das Studierendenwerk ist eine rechtlich selbstständige, landesunmittelbare Einrichtung. Die rechtliche Grundlage für die Arbeit des Studierendenwerks stellt das „Gesetz über die Studierendenwerke im Lande Nordrhein-Westfalen“ vom 16. September 2014 dar.
Das Studierendenwerk hat gemäß § 3 Studierendenwerksgesetz NRW (StWG) in der
ab 1. Oktober 2014 geltenden Fassung zwei Organe:
- Verwaltungsrat
- Geschäftsführung

Der Verwaltungsrat entscheidet nach § 6 StWG u. a. über die Satzung, Beitragsordnung und Wahl des Wirtschaftsprüfers. Er beschließt den Wirtschaftsplan, stellt den Jahresabschluss fest und entlastet die Geschäftsführung. Der Verwaltungsrat überwacht die Geschäftsführung insbesondere im Hinblick auf Organisation, Rechnungswesen sowie auf Einhaltung der Grundsätze der Finanzierung und Wirtschaftsführung.
Die Geschäftsführung als zweites Organ leitet das Studierendenwerk und führt dessen Geschäfte in eigener Verantwortung. Sie vertritt das Studierendenwerk gerichtlich und rechtsgeschäftlich, ist für den Wirtschaftsplan verantwortlich und Dienstvorgesetzte des Personals (§ 9 StWG).
Das Studierendenwerk Düsseldorf finanziert sich überwiegend aus
- eigen erwirtschafteten Einnahmen aus Gastronomieerlösen (ca. 4 Mio. €, 2022),
- eigen erwirtschafteten Einnahmen aus Mieterlösen (ca. 15 Mio. €, 2022),
- von den Studierenden erhobenen Sozialbeiträgen (ca. 11,3 Mio. €, 2022),
- Landes- sowie Gemeindezuschüssen zum Betrieb der Kindertagesstätten (ca. 3,2 Mio. €, 2022) und
- einem allgemeinen Landeszuschuss des Landes Nordrhein-Westfalen (ca. 4,7 Mio. €, 2022).

## Geschichte
1946 wurde die „Studienhilfe Düsseldorf e. V.“ als Vorläufer für das Studierendenwerk Düsseldorf gegründet, die 1954 mit der Neufassung der Satzung in das „Studentenwerk Düsseldorf e. V.“ überging. 1965 betreute das Studentenwerk mit 16 Beschäftigten 888 Studierende und vermietete 119 Wohnplätze. Durch das 1974 in Kraft getretene Studentenwerksgesetz wurde das Studentenwerk zur Anstalt des öffentlichen Rechts. Mit dem Studierendenwerksgesetz in der ab Oktober 2014 geltenden Fassung und der Satzung vom 27. Februar 2015 erfolgte die Namensänderung in „Studierendenwerk Düsseldorf A.ö.R.“